# Джулия Бонд
Джулия Бонд (на английски: Julia Bond) е артистичен псевдоним на американската порнографска актриса и певица/рапър Ноел Пърди (Noel Purdy), родена на 26 февруари 1987 г. в Лонг Бийч, щата Калифорния, САЩ.
През 2006 г. участва в първия сезон на телевизионното реалити шоу „Моята гола дама“ по канал на телевизия Фокс

## Награди и номинации
Номинации
- 2006: Номинация за F.A.M.E. награда за звезда новобранец на годината.[4]
- 2007: Номинация за AVN награда за най-добра POV секс сцена – заедно с Хърб Колинс за изпълнението им на сцена във филма „POV Casting Couch 6“.[5]
- 2008: Номинация за AVN награда за най-добра групова секс сцена.[6]